# EN 60601-2-49
Die EN 60601-2-49 mit dem Titel „Medizinische elektrische Geräte – Teil 2-49: Besondere Festlegungen für die Sicherheit von multifunktionalen Patientenüberwachungsgeräten“ ist Teil der Normenreihe EN 60601.
Herausgeber der DIN-Norm DIN EN 60601-2-49 war das Deutsche Institut für Normung.
Die Norm basiert auf der internationalen Fassung IEC 60601-2-49. Im Rahmen des VDE-Normenwerks ist die Norm als VDE 0750-2-49 klassifiziert, siehe DIN-VDE-Normen Teil 7.
Diese Ergänzungsnorm regelt allgemeine Festlegungen für die Sicherheit, Prüfungen und Richtlinien von multifunktionalen Patientenüberwachungsgeräten. Zweck ist es, Merkmale der Basissicherheit sowie Prüfungen zu beschreiben und zusätzlich Anleitungen für ihre Anwendung zu geben.
Die Norm ist zurückgezogen und durch die EN IEC 80601-2-49 ersetzt worden.

## Gültigkeit
Die deutsche Ausgabe 12.2002 ist ab ihrem Erscheinungsdatum als Deutsche Norm angenommen.
- Die aktuelle Fassung (12.2002) ist korrespondierend mit der 2. Ausgabe der DIN EN 60601-1 anzuwenden.
- Es wurde im Januar 2008 ein Entwurf zur korrespondierenden Anwendung mit der 3. Ausgabe der DIN EN 60601-1 veröffentlicht.

## Anwendungsbereich
Diese besonderen Festlegungen gelten für die Sicherheitsanforderungen an multifunktionale Patientenüberwachungsgeräte. Der Anwendungsbereich dieser Norm ist auf Geräte begrenzt, die mehr als ein Anwendungsteil oder mehr als eine Einzelfunktion haben und für den Anschluss an einen einzelnen Patienten bestimmt sind. Diese Norm spezifiziert keine Festlegungen an einzelne Überwachungsfunktionen.

## Zusatzinformation
Folgende geänderte Anforderungen sind in der EN 60601-2-49 enthalten (Auszug):
- Schutz vor elektrischem Schlag
- Schutz vor Strahlung (Elektromagnetische Verträglichkeit)
- Gefahr durch eindringen von Flüssigkeiten
- Unterbrechung der Stromversorgung
- Schutz vor gefährlichen Ausgangswerten
- Alarme
- Konstruktive Anforderungen
- Die EN 60601-1-4 (Software) muss angewendet werden